# Demografia de São Cristóvão e Neves
Demografia de São Cristóvão e Neves 

- População:

38.819 (Estimativas julho de 2000)
- Estrutura etária:

0-14 anos: 30% (homens 5.999; mulheres 5.746)
15-64 anos: 61% (homens 11.770; mulheres 11.838)
65 anos e mais: 9% (homens 1.431; mulheres 2.035) (2000 est.)
- Taxa de crescimento populacional:

-0,22% (2000 est.)
- Taxa de natalidade:

19,06 nascimentos/1.000 habitantes (2000 est.)
- Taxa de mortalidade:

9,38 mortes/1.000 habitantes (2000 est.)
- Taxa de migração:

-11,85 migrantes/1.000 habitantes (2000 est.)
- Distribuição por sexo:

ao nascer: 1,06 homens/mulheres
menores de 15 anos: 1,04 homens(s)/mulheres
15-64 anos: 0,99 homens/mulheres
65 anos e mais: 0,7 homens/mulheres
total da população: 0,98 homens/mulheres (2000 est.)
- Taxa de mortalidade infantil:

16,72 mortes/1.000 nascimentos vivos (2000 est.)
- Expectativa de vida ao nascer:

total da população: 70,73 anos
homens: 67,95 anos
mulheres: 73,68 anos (2000 est.)
- Taxa de fertilidade:

2,43 meninos nascidos/mulher (2000 est.)
- Grupos étnicos (1996):

1. Afro-americanos: 94%
2. Eurafricanos: 3%
3. europeus: 3%

- Religiões:

1. Cristianismo: 94,8% (protestantes: 52,6%, anglicanos:24,5%, outros:17,7%)
2. Outras: 3,9%
3. Sem religão: 1,4%

Idiomas:
Inglês (oficial)
Analfabetismo:
definição:
pessoas de 15 anos e mais que alguma vez freqüentaram à escola
total da população: 97%
homens: 97%
mulheres: 98% (1980 est,)